# Картопля Анна
Картопля Анна (фр. Pommes Anna) — класична французька страва. Листкова картопля, приготовлена у дуже великій кількості топленого вершкового масла.

## Історія
Вважається, що страву «Картопля Анна» було створено за часів Наполеона III шеф-кухарем Адольфом Дюглере — учнем Карема, коли Дюглере був шеф-кухарем у «Кафе Англе», провідному паризькому ресторані XIX століття. На загальну думку, страву названо на честь знаменитої куртизанки Другої Імперії Анни Деліон (Anna Deslions). За іншими відомостями, страва могла бути названа на честь актриси Dame Judic (справжнє ім'я — Анна Даміана).
Назву «Анна» мають також кілька культурних сортів картоплі.

## Складові
Картопля, вершкове масло, сіль, мелений перець.

## Рецепт
До складу страви входять картопля та вершкове масло. Картоплю очищають і нарізають дуже тонкими скибочками, потім солять і перчать. Підготовлені скибочки кладуться на пательню, густо поливають топленим маслом і запікають/смажать доти, доки не утвориться скоринка. Масло, що надає страві вершкового смаку, у процесі запікання карамелізується й утворює скоринку. Картоплю перевертають кожні десять хвилин, поки скоринки зовні не стануть золотистими та хрусткими.
Після смаження картопляні скибочки розкладають на тарілці шарами у формі пирога діаметром від 6 до 8 дюймів (15-20 см) та висотою близько 2 дюймів (5,1 см). Страву розрізають на клиноподібні шматочки й одразу ж подають до столу, зазвичай зі смаженим м'ясом.
Для приготування страви у Франції випускається спеціальна кругла форма із міді під назвою la cocotte à pommes Anna. Форма складається з верхньої та нижньої частин, які вставляються одна в одну так, що всю конструкцію з вмістом можна перевернути під час приготування. Страва готується близько 60 хвилин.